# Impremta Surià
La impremta Surià era un edifici situat al carrer de la Palla, 13-15 de Barcelona, inclòs al Catàleg de Patrimoni del 1979 i actualment desaparegut.

## Història i descripció
El 1680, l'impressor Vicenç Surià i Esteve (1652-1697) va adquirir en emfiteusi una casa al carrer de la Palla al tutor de Teresa Montargull, filla de l'espardenyer Ramon Montargull. Segons la crònica familiar, «fou lo primer estamper que fou admès en confrare llibreter per poder vendre llibres en públich ab certes limitacions, lo que aconseguí per sa bondat i ab 20 doblas que donà a dita confraria en lo any 1692». A l'inventari post mortem, fet pel seu fill Jaume i la seva vídua Isabel, figura el contingut del seu obrador: «Un taulell gran de botiga ab dos calaixos, lo un petit i lo altre gran. Item tres premsas de fusta, ço és, la una gran per a fer balas i apretar paper, las altres dos de llibrater, la una més gran que l'altre, usadas. Item un cosidó i un ingeni ab sa llengueta usada. Item dos parells de posts de apretar i dos de igualar. Item un compàs, unas estisoras, un martell i una massa de picar paper, de ferro tot. Item una casseta per ayguacuyt, de aram. Item dos taulas per carregar lo paper mullat ab son piló de [...]. Item la pedra gran de picar. Item dos punxons i 3 ferros de fogaiar. Item sis reglas de totas sorts.»
L'ofici d'impressor i llibreter va ser continuat pel seu fill Jaume Surià i Ferrer (1675-1743), que el 1728, i a mitges amb el paleta Francesc Artigas, va adquirir una casa contigua per execució de la Cúria Eclesiàstica a Francesc Antoni de Solà, comte de Rocamartí i canonge de Toledo, i el 1736 comprà a Artigas la seva part. Fou succeït pel seu fill Francesc Surià i Ginestar (1716-1783), que el 1782 va demanar permís per a reedificar la finca, tot aprofitant les parets de càrrega de la construcció anterior. Segons les cartes de pagament, a les obres intervingueren l'arquitecte Andreu Bosch i Riba i el fuster Pere Gamell.
El 1797, el seu fill Francesc Surià i Burgada (1749-1805) va engrandir la propietat amb l'adquisició dels pisos de la casa veïna (núm. 13) al fuster Salvador Poll. El 1811, la seva filla petita, Francesca de Paula Surià i Ferrer, es va casar amb Francesc Gorgui i Molins, apotecari de Granollers, que el 1828 va demanar permís per a obrir una finestra als baixos, i el 1830 va adquirir la botiga de la casa veïna per agnició de bona fe del fuster Jacint Ferran de la venda que li havien fet els descendents de Salvador Poll.
El 1860, el seu fill Epifani Gorgui i Surià en va encarregar la reforma a l'arquitecte Francesc Vila, que va reconstruir l'edifici del núm. 13 i remuntar un quart pis al del núm. 15, homogeneïtzant així les façanes del conjunt. Finalment, fou enderrocat el 1992 per a la construcció d'una promoció privada que abasta també el núm. 17 del mateix carrer.

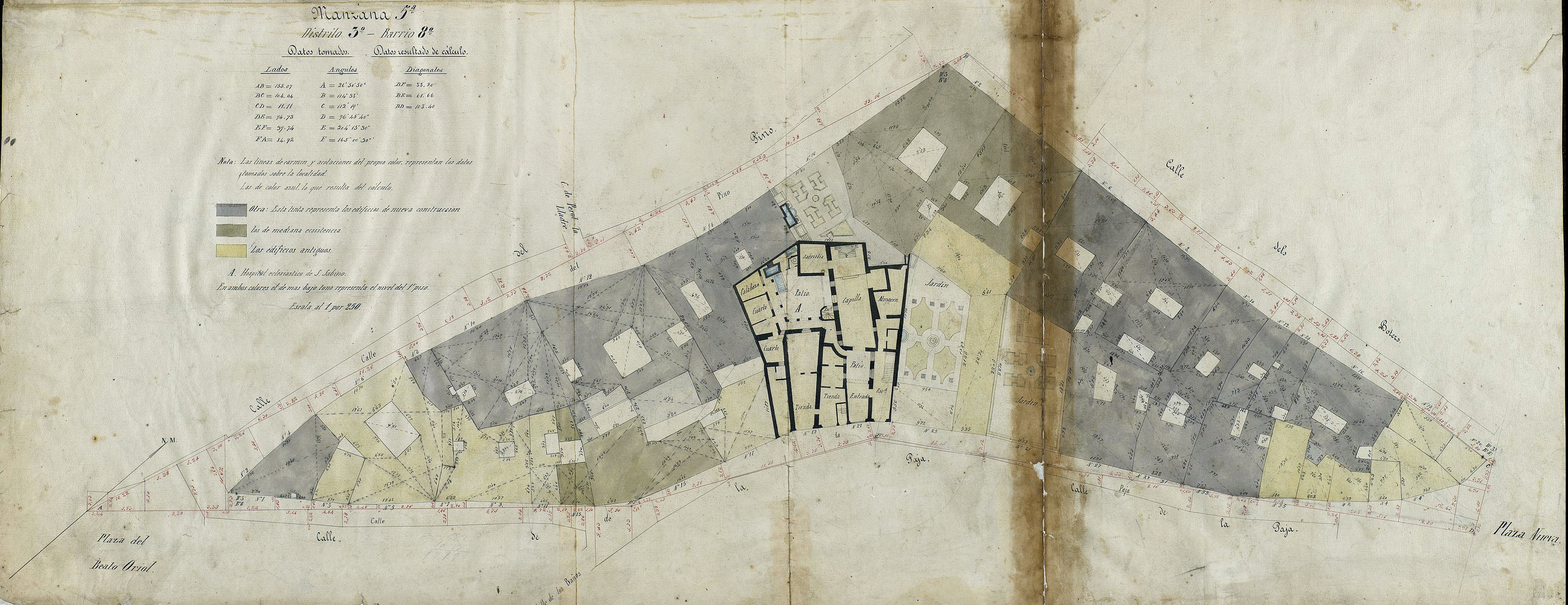
Quarteró de Garriga i Roca núm. 61b (c. 1860)

## Descripció
Es tractava d'un edifici amb obradors a la planta baixa, una planta noble i dos habitatges per replà als tres pisos superiors, sobre una parcel·la de planta irregular i poca profunditat i amb molta façana. Tenia balcons de ferro forjat i rajoles, típics del segle xviii, igual que una escultura en marbre que presentava, flanquejat per dos amorets, un baix relleu amb la imatge de Sant Jordi. Especialment remarcable era la presència d’un escut encastat a la planta baixa.